# Haya (khủng long)
Haya là một chi khủng long, được Makovicky Kilbourne Sadleir & Norell mô tả khoa học năm 2011.